# Sojuz TM-11
Sojuz TM-11 è la denominazione di una missione equipaggiata della navicella spaziale Sojuz TM verso la stazione spaziale sovietica Mir.
Si trattò dell'ottantasettesimo volo nell'ambito del programma Sojuz Sovietico nonché dell'undicesimo volo equipaggiato verso la Mir.

## Equipaggio
| Ruolo                  | Equipaggio al lancio                         | Equipaggio all'atterraggio                   |
| ---------------------- | -------------------------------------------- | -------------------------------------------- |
| Comandante             | Viktor Afanas'ev, Roscosmos Mir 8 Primo volo | Viktor Afanas'ev, Roscosmos Mir 8 Primo volo |
| Ingegnere di volo      | Musa Manarov, Roscosmos Mir 8 Secondo volo   | Musa Manarov, Roscosmos Mir 8 Secondo volo   |
| Cosmonauta Ricercatore | Toyohiro Akiyama, TBS Primo volo             | Helen Sharman, Project Juno Primo volo       |

### Equipaggio di riserva
| Ruolo                  | Equipaggio                      | Equipaggio                      |
| ---------------------- | ------------------------------- | ------------------------------- |
| Comandante             | Anatolij Arcebarskij, Roscosmos | Anatolij Arcebarskij, Roscosmos |
| Ingegnere di volo      | Sergej Krikalëv, Roscosmos      | Sergej Krikalëv, Roscosmos      |
| Cosmonauta Ricercatore | Ryoko Kikuchi, TBS              | Ryoko Kikuchi, TBS              |

## Missione
Il giornalista giapponese Toyohiro Akiyama fu il primo turista spaziale che poté volare nello spazio a pagamento. La rete televisiva per la quale Akiyama lavorava, la Tokyo Broadcasting System (TBS) dovette pagare la somma di 28 milioni di dollari per consentire ad Akiyama di poter partecipare alla missione. Così la protezione esterna del razzo vettore ed addirittura i congegni propulsori stessi del razzo vettore Sojuz erano decorati della bandiera giapponese nonché da diverse indicazioni di carattere pubblicitario. L'apoteosi programmata della missione invece doveva diventare la trasmissione in diretta della fase di rientro ed atterraggio. Infatti il modulo di discesa era dotato di un'apposita telecamera che registrò le immagini delle reazioni fisiche dei cosmonauti durante questa delicata fase, in particolar modo durante la fase di esposizione alle enormi forze di accelerazione che devono essere sopportate dai cosmonauti. Questo fu uno dei tanti accordi in precedenza intercorsi con la rete televisiva per la quale Akiyama girava il suo documentario e che in effetti avevano appena reso possibile la missione grazie al finanziamento tramite la rete televisiva giapponese.
I sovietici definirono questa missione il primo volo nello spazio di carattere commerciale ed annunciarono ufficialmente di aver guadagnato 14 milioni di dollari. Il giornalista doveva trasmettere quotidianamente una trasmissione televisiva della durata di 10 minuti ed una trasmissione radiofonica della durata di 20 minuti. Diverse incompatibilità dei sistemi elettronici e degli apparecchi video usati dal giornalista comportarono che il giornalista dovette impegnare molteplici convertitori per garantire il corretto e completo svolgimento del suo incarico di missione. Basti pensare che la sua attrezzatura completa pesava ben 170 kg ed era stata trasportata verso la Mir mediante un'apposita navicella del tipo Progress e portata a bordo dai cosmonauti della missione precedente Sojuz TM-10 Manakov e Strekalov. A partire dal 5 dicembre venne messa ad esclusiva disposizione di Akiyama la navicella Sojuz TM-10 per agevolare il suo lavoro. Dall'8 dicembre in poi invece vennero iniziati i lavori di preparazione al rientro a terra, mediante il carico del modulo di ritorno della navicella con pellicole e risultati dei vari esperimenti eseguiti dai cosmonauti. La TBS trasmise in diretta il rientro ed atterraggio di Akiyama avvenuto senza incontrare particolar problemi nella steppa del Kazakistan.
La navicella Sojuz rimase agganciata alla Mir per 175 giorni. Vennero eseguite alcune attività extraveicolari da parte di Afanas'ev e Manarov, per la precisione il 7 gennaio (durata 5 h 18 min), il 23 gennaio (5 h 33 min), il 26 gennaio (6 h 20 min) ed il 25 aprile 1991 (3 h 34 min). Durante queste attività venne riparato il portello di accesso del modulo Kvant, montata l'apposita gru sul modulo Strela nonché eseguiti diversi lavori di manutenzione dei pannelli solari. Non mancò un'ispezione generale dell'antenna del sistema di aggancio del modulo Kurs.

## Ulteriori dati di volo
- aggancio alla MIR: 4 dicembre 1990 09:57:09 UTC
- distacco dalla MIR: 26 maggio 1991, 06:15:59 UTC
- Denominazione Astronomica Internazionale: 1990-107

I parametri sopra elencati indicato i dati pubblicati immediatamente dopo il termine della fase di lancio. Le continue variazioni ed i cambi di traiettoria d'orbita sono dovute alle manovre di aggancio. Pertanto eventuali altre indicazioni risultanti da fonti diverse sono probabili ed attendibili in considerazione di quanto descritto.